# Coupe d'Algérie de basket-ball 1980-1981
Navigation
Coupe d'Algérie 1979-1980 Coupe d'Algérie 1981-1982
La Coupe d'Algérie 1980-1981 est la 12e édition de la Coupe d'Algérie de basket-ball, compétition à élimination directe mettant aux prises des clubs de basket-ball amateurs et professionnels affiliés à la fédération algérienne de basket-ball.

## finale
- 19 juin 1981 a alger ( salle harcha hassen ) , el-dark el-watani  - niad alger (77-61) .

- DARK -EL -WATANI ; zenati tayeb , aktouf kamel , djaidjai , slimani , keskes , dahmoune , kacef , terai , benabid , * entraineurs : poplavski et si hassen .              **** NIAD :  kaddour , aktouf  faycal , reguieg , keskes , aissani , guidoum , haddadi , hamrit  ** entraineur : benmesbah  .